# Wesam al-Massri
Wesam al-Massri (* 23. November 1990) ist ein ehemaliger palästinensischer Leichtathlet, der sich auf den Mittelstreckenlauf spezialisiert hat. Aktuell ist er Inhaber der Landesrekorde über 800 und 1500 Meter. 

## Sportliche Laufbahn
Erste internationale Erfahrungen sammelte Wesam al-Massri im Jahr 2013, als er bei den Asienmeisterschaften in Pune in 3:54,35 min den siebten Platz im 1500-Meter-Lauf belegte. Im Jahr darauf schied er bei den Hallenweltmeisterschaften in Sopot mit 3:53,84 min in der ersten Runde über 1500 Meter aus und Ende September gelangte er bei den Asienspielen in Incheon mit 3:48,97 min auf den sechsten Platz. 2015 belegte er bei den Asienmeisterschaften in Wuhan in 3:47,97 min erneut den siebten Platz über 1500 Meter und schied im 800-Meter-Lauf mit 1:51,97 min in der Vorrunde aus. 2017 wurde er bei den Islamic Solidarity Games in Baku mit neuem Landesrekord von 1:47,04 min Vierter über 800 Meter. Daraufhin beendete er seine aktive sportliche Karriere im Alter von 27 Jahren.

## Persönliche Bestleistungen
- 800 Meter: 1:47,04 min, 18. Mai 2017 in Baku (palästinensischer Rekord)
- 1500 Meter: 3:45,32 min, 28. September 2014 in Incheon (palästinensischer Rekord)
  - 1500 Meter (Halle): 3:53,84 min, 7. März 2014 in Sopot (palästinensischer Rekord)